# Луцьке Хресто-Воздвиженське братство
Лу́цьке бра́тство (Луцьке братство Воздвиження Чесного і Животворного Хреста Господнього, Луцьке Хрестовоздвиженське братство, Луцьке Чеснохресне братство, Луцьке братство Чесного Хреста) — національно-релігійна громадська організація православних руських (українських) шляхтичів Волині та міщан Луцька в XVII столітті. До братства також входили окремі представники старшини Війська Запорізького. Братство відігравало роль політичного центру православної шляхти Волині.

## Передумови та заснування
Православні братства існували в Луцьку вже на межі XVI–XVII століть. Так, відомо про господарську діяльність братства при соборі Івана Богослова. Серед них було якесь братство милосердя. Однак існувала потреба в об'єднанні православних шляхтичів, міщан в єдину масштабну офіційну організацію. Це було зумовлене кількома факторами: активна діяльність римо-католицьких інституцій, які проводили успішну душпастирську діяльність; поява потужного конкурента у вигляді греко-католиків; хаос та дезорганізація православної церкви, яка в умовах початку XVII століття в Речі Посполитій перебувала на межі розвалу. У 1617 року було утворене Луцьке братство Воздвиження Чесного і Животворного Хреста Господнього. Вагому роль у реорганізації Луцького братства відіграв Ісакій Борискович.

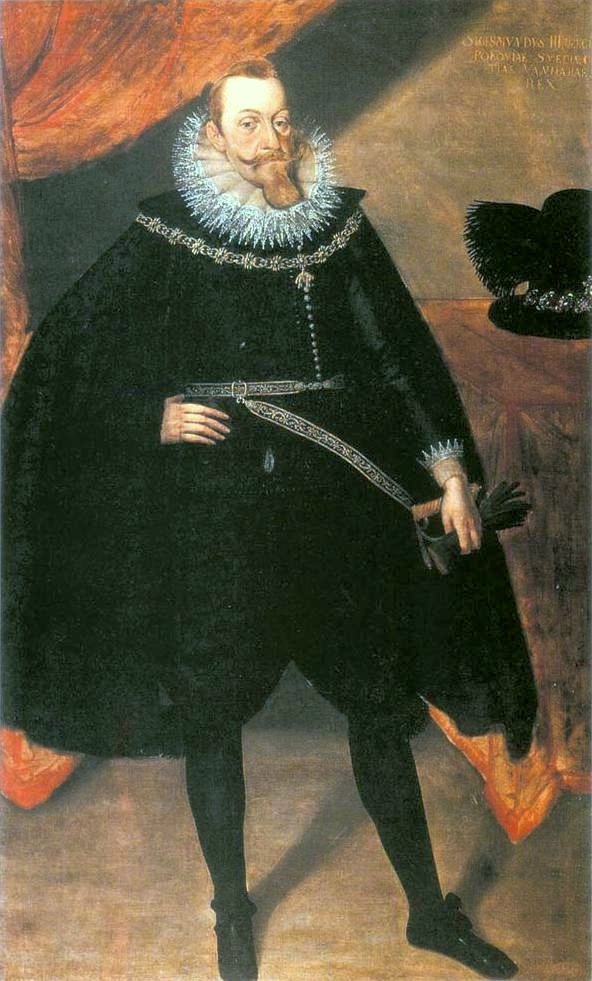
Сигізмунд ІІІ

Імовірно, його основу склало братство милосердя, оскільки в документах Луцьке братство іноді називається таким, проте поки що нема досліджень, які підтверджували б або заперечували спадковість Луцького братства Чесного Хреста з братствами, котрі існували в Луцьку до 1617 року. Інший автор стверджує, що Луцьке братство за своїм типом було братством милосердя, а не успадкувалося від іншого братства. Саме наголошуючи на необхідності відродження шпиталю, братству потім була надана можливість збудувати церкву при ньому.
Із невстановлених причин юридичне закріплення новоствореного братства затягувалося на два роки. Тільки під час сейму 1619 року депутати від Волині клопотали перед королем за легалізацію Луцького братства. Королівський привілей від Сигізмунда ІІІ Вази був виданий 20 лютого 1619 року. А 20 червня 1620 року Єрусалимський патріарх Теофан затвердив братство соборною грамотою та надав йому ставропігійний статус.

## Фундатори та члени
Серед списків членів луцького братства 1617 та 1619 років виділяються прізвища чотирьох родин: Гулевичі, Древинські, Єловицькі, Зубцевські. Представники цих родин займали відповідальні посади в місцевому апараті і мали достатні можливості для лобіювання інтересів братства. Також немалу роль грали представники родини Пузин. Загалом із 1617 по 1648 роки до братства належали представники 4 князівських родин (Пузини, Воронецькі, Курцевичі, Святополк-Четвертинські) та 55 шляхетських із дрібного та середнього нобілітету.
Члени братства були поділені на старших (шляхта та засновники, керівники) та молодших (православні міщани). У листі від 1 вересня 1619 року старші члени уповноважили молодших опікуватися братськими установами. Життя в монастирі велося за правилами Василія Великого. Виконавча влада у братства належала ігуменові. Ігумен із ченцями обирали ректора і вчителів братської школи.

## Пожертви

Герб роду Гулевичів

Від часу заснування братству були даровані значні пожертви. Це нерухомість, капітал, готівка, борги, дорогоцінні вироби, богослужбові книги тощо. До 1648 року братство отримало майже 100000 злотих. Братство на початку створення отримало 4 двори в Луцьку, ділянки в селах. Найбільшу пожертву склав грек Олександр Мозеллі, який користувався покровительством польських королів. Він заповів 72830 злотих. Крім того, він подарував певну кількість рухомого майна — карети, вози, зброю тощо. Маючи такі статки, братство вело активну економічну діяльність. Купувало і продавало нерухомість, давало гроші в борг та брало капітал на зберігання, тримало в посесії маєтки. У 1634 році Галшка Гулевичівна записала 1000 злотих частково на добудову храму. А в 1641 році за старання Мозеллі був отриманий привілей від короля Владислава IV на будівництво мурованого шпиталю. Гроші, надані Олександром, частково пішли на будівництво. У 1647 р. двоповерхове приміщення було збудоване і тут розмістилися шпиталь, школа, келії, бібліотека та друкарня. У 1635 році Сильвестр подарував братству друкарню.

## Діяльність братства
Маючи значні ресурси, братство розгорнуло активну діяльність на підтримку православ'я. У дослідників є підстави припускати, що саме братство є автором гучних політичних акцій на Волині, Галичині та Холмщині першої половини XVII століття, адже у них були задіяні такі провідні члени братства як Лаврентій Древинський, Афанасій Пузина та інші. Впродовж 1630-х років була збудована мурована Хрестовоздвиженська церква.

### Шпиталь
При братстві діяв шпиталь, адже саме на благодійній діяльності братства загострювалася увага при його створенні. За привілеєм короля Сигізмунда ІІІ братству дозволялося будувати шпиталь замість Руського шпиталю біля Лазарівської церкви, які згоріли у 1619 році. У 1647 році було збудоване приміщення, в якому розмістився шпиталь, а також келії, школа.

### Друкарня

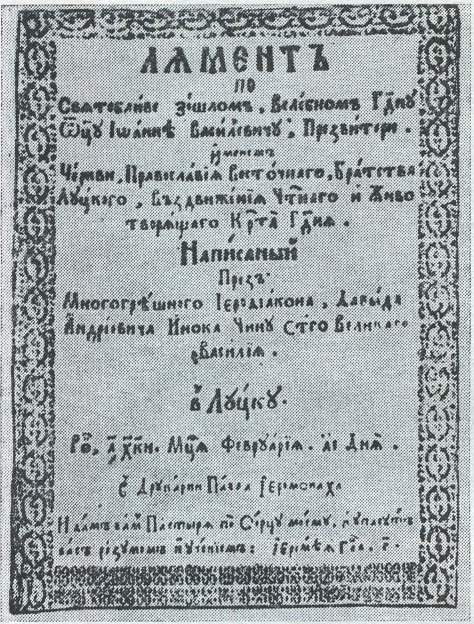
Сигізмунд ІІІ

Друкарська діяльність братства була практично відсутньою. У 1628 році, коли братство ще не володіло власною друкарнею, воно посприяло виходу невеликої книжки «Лямент по отцю Івану Василевичу». Однак після 1635 року, коли братство мало власне друкарське обладнання та фінансові ресурси для книгодрукування, справа обмежилася виходом у світ лише однієї книжки у 1640 році — «Апостолы и Євангелія». Отже друкарня випустила лише одну книгу, а загалом за сприяння братства було надруковано всього дві книги. Діяльність установи також припинялася у зв'язку з нападом студентів єзуїтської колегії. Вони вчинили погром, значна кількість поліграфічного знаряддя була пошкоджена. 

### Бібліотека
Почала діяти десь з 1626 року. Її було створено завдяки матеріальній підтримці друкарів ієродиякона Сильвестра та ієромонаха Павла Домжив-Лютковича (або Люткович-Телиці) (?—1634). Для ведення справ у бібліотеці (тобто на посаду бібліотекаря) та в архіві обиралися чи сам ігумен, чи досвідчений братчик. Історія зберегла прізвище та ім'я одного з бібліотекарів, який при описі книжок зазначав, окрім назви, іноді місце та час надходження книги, — Філарета Городельського, що завідував справами бібліотеки Луцького братства в 1640—1653 рр. (за деякими відомостями — в 1633—1640 рр.).
Фонди бібліотеки Луцького братства містили цінні рукописні матеріали, звіти організації, документи польською мовою, що стосувалися земельних питань та ін. Один з описів майна Луцького братства (1627—1676) містить перелік з 60 книг цієї бібліотеки.
Фонд братської книгозбірні поповнювався різними шляхами: книги купували братчики, дарували діячі церкви, освіти, представники влади та ін. Деякі, що надходили до цього зібрання, були працями самих братчиків. У комплектуванні бібліотеки безпосередню й активну участь брали міщанка Ірина Кравцова, Микола Гансович Шостаковський, шляхтичі Лаврентій Древинський та Олександр Пузина, друкар Михайло Сльозка, Галшка Гулевичівна, Петро Могила, Богдан і Данило Братковські, Марія Мазепина, Діонісій Жабокрицький, Іван та Самуїл Виговські, Йов Кондзелевич та ін.
Братська бібліотека отримала в дар за заповітом велику кількість книг від Олександра Мозеллі. Багато книг також надходило з братських друкарень Волині, Галичини та з інших місць. Встановлено, що у бібліотеці були видання львівської Ставропігійної друкарні й видання Михайла Сльозки, зокрема три примірники «Апостола».
У фондах бібліотеки зберігалися книги церковнослов'янською, грецькою, польською, латинською мовами. Це була богослужбова, біблійна література, патристика, довідкові й навчальні видання. Було чимало філософських, педагогічних і полемічних творів. У бібліотеці був також значний масив музичних творів (понад 300).

### Школа
При братстві діяла школа, яка гуртувала навколо себе православне міщанство Луцька. У часи розквіту школа була провідною серед інших братських шкіл. Її статут був зразком для інших братських шкіл Перед прийняттям до навчання вступникові влаштовувався триденний екзаменаційний термін. Після вступу напрями навчання підбиралися індивідуально відповідно до здібностей та віку учня. Викладали граматику, піїтику, риторику, діалектику, арифметику, богословські предмети, церковний спів. Учні школи брали участь у публікаціях, які випускалися братською друкарнею. Тут викладав відомий іконописець Йов Кондзелевич. Окрім міщан та синів шляхти у школі навчалися бідні діти, які збирали милостиню.

### Кременецьке братство
Кременецьке Богоявленське братство було засноване за ініціативою членів Луцького братства. 18 березня 1633 року було видано королем привілей. Фундатором виступив волинський чашник Лаврентій Древинський та волинський хорунжий Данило Єло-Малинський. Королівська грамота передбачала побудову Богоявленського монастиря з правом фундації братства, школи та друкарні. Крем'янецьке братство діяло за статутом Київського.

### Корупційні скандали
Попри заявлену позицію щодо центру православного життя Волині луцькі братчики не втрималися від економічних зловживань. На початку 40-х років стався ряд скандалів, пов'язаних із махінаціями з документами. У 1642 році ігумен переписав на свій монастир маєтки братського ченця Андрія Гулевича. У 1640 році братські старости та ігумен взяли розписку на одну суму 1500 злотих від двох осіб, ошукавши другого, яким був Лаврентій Древинський. Він звертався також до керівництва братства з вимогою звіту його економічної діяльності. Братський вчитель Павло Гроновський не отримав свою зарплатню від 1639 по 1643 роки свого викладання. Через невиконання зобов'язань він покинув братство і став греко-католиком у Володимирі. Згодом Павло подав до суду на братство з вимогою заплатити йому 400 злотих за роботу.
Загалом Луцьке братство реалізувало не всі свої потенційні можливості. Крім того, що були корупційні скандали і зловживання, із невідомих причин не було реалізовано первинних планів братчиків. Так, братство не стало православним видавничим центром Волині, а школа — колегією, хоча ресурси на це були.

## Подальша історія
Луцьке братство переживало пожвавлення і найбільше піднесення у першій половині XVII століття. Потім воно втрачало свої позиції. З 1713 року Луцьке братство занепало. Монастир перейшов до ордену василіан.
|                                                           |  |  |
| Пам'ятна монета НБУ номіналом 5 грн., присвячена братству |  |  |

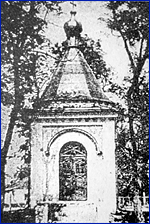
П'ятницька капличка

У 1871 році була спроба відновити братство. У 1871 році на зборах парафіян Луцького Кафедрального собору було прийнято рішення про відтворення у Луцьку православного братства, а новий статут братства був затверджений 21 січня 1871 року. Луцьке Хрестовоздвиженське братство у 1890 році нараховувало 79 членів. У 1883 році староста братства Г. Лисанович заявив про намір спорудити П'ятницьку капличку на майдані, де колись стояла церква Параскеви П'ятниці. В цей же рік однокупольна каплиця була збудована. А в 1894 році на вулиці Шосовій біля монастиря тринітаріїв була збудована капличка Іверської Богоматері. Ініціатором її будівництва виступив голова братства Всеволод Панютін. Згодом сюди була привезена ікона з Москви..
З 1920 року братство існувало безстатутно, у 1931 формально ліквідоване польською владою. 1935 року затверджено новий статут організації — вона визнавалася правонаступницею середньовічного братства, проте без права на майно останнього, що залишалось під комісарським наглядом польського уряду.
В роки радянської влади братство не діяло. В 1947 році П'ятницьку капличку розібрали, а в 1959 році знищили Іверську капличку. До єдиної збереженої абсиди братської церкви зробили прямокутну прибудову і приміщення стали використовувати як планетарій. У 1990-му братство відновлене під назвою Волинського крайового братства Андрія Первозванного.
В наш час іменем луцьких братчиків названі кілька вулиць в Луцьку: вулиця Галшки Гулевичівни, вулиця Данила Братковського. Також на архітектурному комплексі братства встановлено 3 меморіальні дошки: Галшці, братству, відомим братчикам.

## Відомі братчики та ченці
Визначними діячами історичного Луцького братства були шляхтичі, міщани:
- Олександр Зубцевський
- Лаврентій Древинський
- М.Гулевич-Воютинський
- Атанасій Пузина
- Юрій Пузина
- Галшка Гулевичівна
- Олександр Мозеллі
- Данило Братковський
- Петро Могила
- Сагайдачний

та ченці:
- Герасим Микулич
- Ісакій Борискович
- Йов Кондзелевич

та інші.

## Галерея

Братська церква
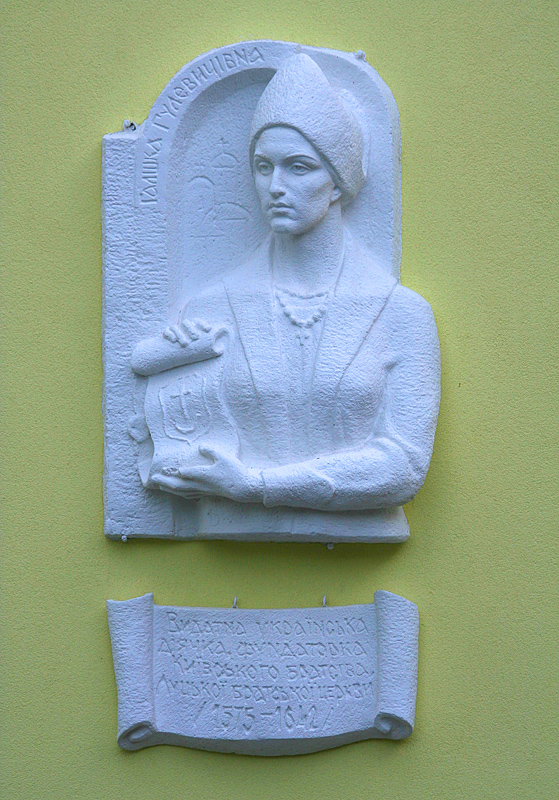
Меморіальна дошка Галшці Гулевичівній
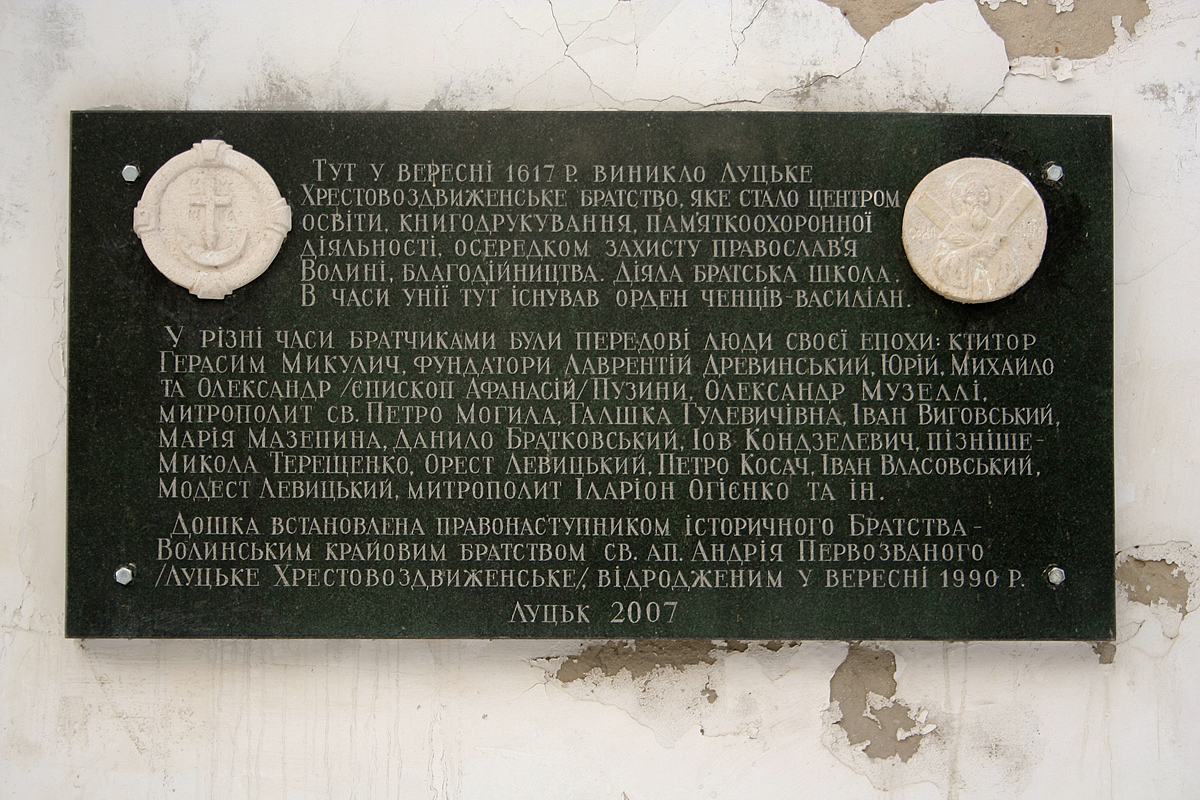
Меморіальна дошка братству
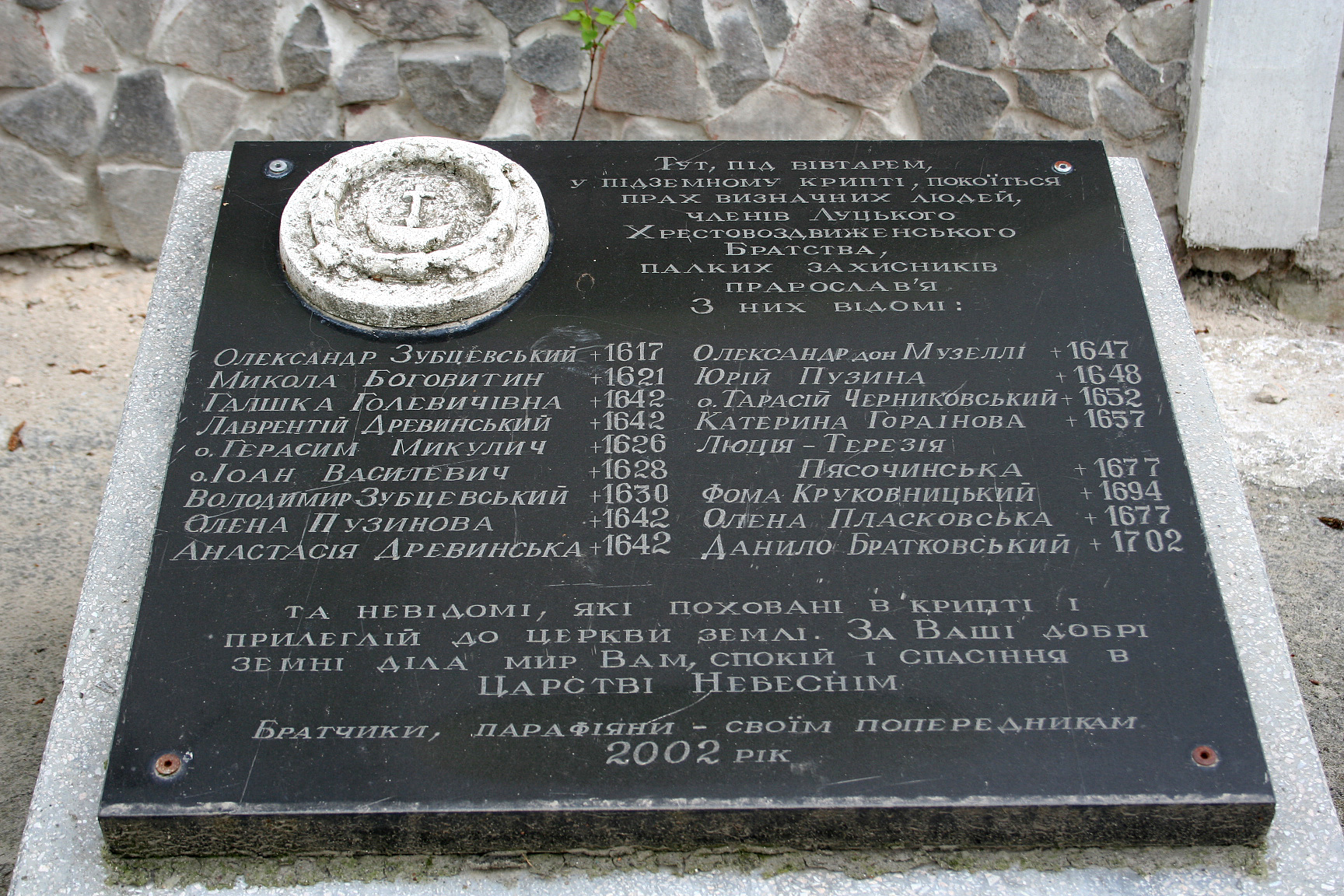
Меморіальна дошка братчикам
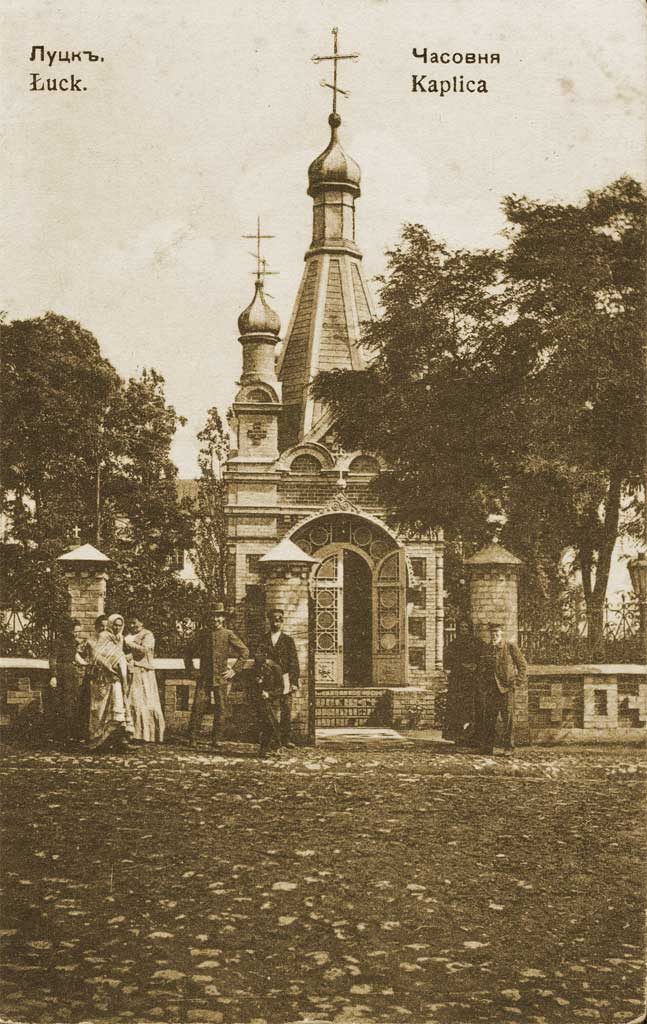
Іверська капличка

### Додаткова література
- Гайдай Л. Історія України в особах, термінах, назвах і поняттях. — Луцьк: Вежа, 2000.
- Довідник з історії України. За ред. І.Підкови та Р.Шуста [Архівовано 10 квітня 2009 у Wayback Machine.]. — К.: Генеза, 1993.
- Рад. енциклопедія історії України. — К., 1971.- т.3.
- Братчики просять про допомогу[недоступне посилання з квітня 2019]